# Ubanteman Village
Ubanteman Village är en ort i Kiribati.   Den ligger i örådet Abaiang och ögruppen Gilbertöarna, i den norra delen av landet, 70 km norr om huvudstaden Tarawa. Ubanteman Village ligger 14 meter över havet och antalet invånare är 112.
Terrängen runt Ubanteman Village är mycket platt.  Närmaste större samhälle är Tebunginako Village, 2,6 km sydost om Ubanteman Village. 